# عبد القادر جريو
عبد القادر جريو هو ممثل ومخرج أفلام جزائري من ولاية سيدي بلعباس، ولد في 05 أوت 1984، من أشهر الأدوار التي قام بها هو دور مرزاق في مسلسل أولاد الحلال.

## أعماله
- 2012- 2015 – جرنان القوسطو..مسلسل كوميدي جزائري هزلي بسقف نقد سياسي على القناة الجزائرية[2]
- 2016 – ناس السطح – مسلسل كوميدي جزائري هزلي رمضاني[3][4]
- 2019– أولاد الحلال[5]– مسلسل تلفزيوني جزائري عرض في رمضان 1440 هـ على قناة الشروق+ مباشرة بعد الإفطار.
- مسلسل الخاوة 2
- 2024: الرهان
- 2025 : بنات المحروسة

## مواقفه
اعتُقل مساء يوم الجمعة 20 ديسمبر 2019 في واد تليلات بولاية وهران واخلي سبيله في حدود الساعة الثانية من ظهيرة اليوم الأحد 22 ديسمبر 2019 من محكمة وادي تليلات التابعة لمجلس قضاء وهران بعد التحقيق في التهمة الموجهة إليه والمتمثلة في التحريض على التجمهر